# Panguitch
Panguitch è una città, capoluogo della Contea di Garfield nello Utah.
Secondo il censimento del 2000 gli abitanti erano 1623.